# Lubuk Bigau
Lubuk Bigau is een bestuurslaag in het regentschap Kampar van de provincie Riau, Indonesië. Lubuk Bigau telt 164 inwoners (volkstelling 2010).